# Neviglie
Neviglie (piemontiul: Nevije vagy Envije) település Olaszországban, Piemont régióban, Cuneo megyében. Lakosainak száma 367 fő (2023. január 1.). Neviglie Mango, Neive, Treiso és Trezzo Tinella községekkel határos.

## Népesség
A település lakossága az elmúlt években az alábbi módon változott:
| Lakosok száma | 376  | 375  | 367  |
|               | 2017 | 2018 | 2023 |